# Koivusaari (ö i Finland, Lappland, Norra Lappland, lat 67,50, long 26,10)
Koivusaari är en ö i Finland.   Den ligger i vattendraget Perttamo-oja i den ekonomiska regionen Norra Lappland och landskapet Lappland, i den norra delen av landet, 800 km norr om huvudstaden Helsingfors.